# Sallèles-d'Aude
Sallèles-d'Aude  es una localidad  y comuna francesa, situada en el departamento del Aude en la región administrativa de Languedoc-Rosellón, distrito de Narbona y cantón de Ginestas.

## Demografía
| 1 634 | 1 801 | 1 879 | 1 842 | 1 659 | 1 835 |
| Para los censos de 1962 a 1999 la población legal corresponde a la población sin duplicidades (Fuente: INSEE [Consultar]) |       |       |       |       |       |

## Personalidades relacionadas con la comuna
- El escultor René Iché nació en la localidad, el 21 de enero de 1897.